# Kenji Inoue
Kenji Inoue (井上 謙二?, Inoue Kenji; Kyoto, 5 novembre 1976) è un ex lottatore giapponese, specializzato nella lotta libera.

## Palmarès

### Olimpiadi
- 1 medaglia:
  - 1 bronzo (Atene 2004 nei 60 kg)